# Stevstamme
En stevstamme kan defineres i forbindelse med de danske folkeviser.
En stevstamme er et firelinjet omkvæd, der indleder folkevisen. Den har ingen episk (fortællende) funktion, idet den ikke bidrager til handlingsforløbet, men bruges derimod til at anslå en stemning. Stevstammen er ikke bevaret i alle folkeviser pga. den mundtlige overlevering. Det ligger i ordet, at det er fra denne strofe, stevet stammer. Oprindeligt betyder ordet 'stev' en kort strofe eller omkvæd i oldnordisk digtning.